# Silver Nemesis
Silver Nemesis (El nemesis de plata) es el tercer serial de la 25.ª temporada de la serie británica de ciencia ficción Doctor Who, emitido originalmente en tres episodios semanales del 23 de noviembre (fecha del 25 aniversario) al 7 de diciembre de 1988. Reflejó un giro en Doctor Who a un tipo de historias más oscuras. Además, fue el serial número 150 de la serie y la última aparición en la serie clásica de los Cybermen.

## Argumento
El Doctor y Ace visitan Inglaterra en 1988, donde tres facciones rivales, los Cybermen, un grupo de neonazis y una hechicera del siglo XVII llamada Lady Peinforte, intentan hacerse con el control de una estatua hecha de metal viviente, validium, que fue creado por Rassilon como última defensa de Gallifrey.

## Producción
| Episodio          | Fecha de emisión        | Duración | Espectadores en millones | Estado en el archivo  |
| ----------------- | ----------------------- | -------- | ------------------------ | --------------------- |
| Episodio 1        | 23 de noviembre de 1988 | 24:31    | 6,1                      | Cinta original en PAL |
| Episodio 2        | 30 de noviembre de 1988 | 24:12    | 5,2                      | Cinta original en PAL |
| Episodio 3        | 7 de diciembre de 1988  | 24:36    | 5,2                      | Cinta original en PAL |
| [ 1 ] [ 2 ] [ 3 ] |                         |          |                          |                       |

Entre los títulos provisionales se incluyen The Harbinger (El presagio) y Nemesis. El autor Kevin Clarke habló del desarrollo de la trama en el DVD. Señaló que había visto muy poco de Doctor Who y que conoció al equipo de producción sin ninguna idea de qué iría su historia propuesta. Creó una historia sobre la marcha frente al productor John Nathan-Turner en la que el Doctor era literalmente Dios, aunque esto no se realizó en pantalla. Clarke también apareció en persona dos veces en el serial, interpretando a un turista en Windsor. Los Cybermen se añadieron después a petición de Nathan-Turner para enlazar con la temática de las bodas de plata del programa.
Como les denegaron el permiso para rodar en el castillo de Windsor, las escenas ambientadas allí se rodaron en el castillo de Arundel. Según los comentarios del DVD, varias escenas se rodaron en las zonas boscosas alrededor del castillo. Destaca el clímax de la segunda parte, cuando el Doctor y Ace hablan de la cyberamenaza y se sientan en un árbol caído. Los árboles dañados y caídos que aparecen en esas tomas fueron resultado de la entonces reciente gran tormenta de 1987 que causó daños masivos por todo el sur de Inglaterra. Las escenas en los trabajos de gas donde el Doctor y Ace se encuentran y luchan contra los Cybermen se rodaron en el lugar que después se convirtió en The O2 (antiguamente el Millenium Dome). Los episodios dos y tres fueron el segundo y tercer episodio de la historia de Doctor Who, tras The Five Doctors, que se estrenaron en el extranjero antes que en Reino Unido, ya que en Nueva Zelanda se emitieron los tres episodios de forma consecutiva en la misma fecha en que en Reino Unido se estrenaba sólo el primer episodio.